# L'Avion de l'apocalypse
Pour plus de détails, voir Fiche technique et Distribution.
L'Avion de l'apocalypse (Incubo sulla città contaminata) est un film italo-mexicano-espagnol réalisé par Umberto Lenzi, sorti en 1980.

## Synopsis
Un avion sorti de nulle part atterrit sur la piste d'aéroport d'une grande ville. Il en sort une horde de zombies aux visages défigurés et affamés de chair et de sang humain. Et de là l'épidémie commença.

## Fiche technique
- Titre original italien : Incubo sulla città contaminata
- Titre français : L'Avion de l'apocalypse
- Titre espagnol : La invasión de los zombies atómicos
- Réalisation : Umberto Lenzi
- Scénario : Antonio Cesare Corti, Luis María Delgado, Piero Regnoli
- Production : Diego Alchimede et Luis Méndez
- Sociétés de production : Dialchi Film, Lotus Films et Televicine S.A. de C.V.
- Musique : Stelvio Cipriani
- Photographie : Hans Burman
- Montage : Daniele Alabiso
- Direction artistique : Mario Molli
- Costumes : Silvana Scandariato
- Pays d'origine :  Italie,  Mexique,  Espagne
- Format : Couleurs - 2,35:1 - Mono - 35 mm
- Genre : Horreur
- Durée : 92 minutes
- Dates de sortie : 
  - Italie : 11 décembre 1980
  - France : 23 juin 1982
- Classification :
  - France : Interdit aux moins de 16 ans

## Distribution
- Hugo Stiglitz : Dean Miller
- Laura Trotter : le docteur Anna Miller
- Maria Rosaria Omaggio : Sheila Holmes
- Francisco Rabal : le major Warren Holmes
- Sonia Viviani : Cindy
- Eduardo Fajardo : le docteur Kramer
- Stefania D'Amario : Jessica Murchison
- Ugo Bologna : Mr Desmond
- Sara Franchetti : Liz
- Manuel Zarzo : le colonel Donahue
- Tom Felleghy : le lieutenant Reedman
- Pierangelo Civera : Bob, le mari de Jessica
- Achille Belletti : Jim, le patient de l'hôpital
- Mel Ferrer : le général Murchison

## Autour du film
- Le tournage s'est déroulé à Rome, en Italie.
- D'après le réalisateur Umberto Lenzi, Franco Nero et Fabio Testi furent tous deux pressentis pour le rôle principal, mais les producteurs insistèrent pour qu'un acteur mexicain soit choisi dans le but de mieux toucher le marché hispanique.
- Le film est également sorti en France sous le titre L'Invasion des zombies.
- Tout comme il avait déjà refusé de tourner L'Enfer des zombies (1979), Enzo G. Castellari refusa également la direction de L'Avion de l'apocalypse[1].